# Bombardier Talent 2
Bombardier Talent 2 (власне написання TALENT) — серія автомотрис, розроблених компанією Bombardier Transportation. 
«Talent» — абревіатура від Talbot leichter Nahverkehrs-Triebwagen. 
Talent 2 технічно не пов’язаний з вагоном Bombardier Talent, спочатку розробленим і виготовленим Waggonfabrik Talbot. 
Вагони Talent 2 зареєстровані в Реєстрі реєстрації транспортних засобів Німеччини як серії 0442, 1442, 2442, 3442 і 9442 і на Deutsche Bahn як серії 442, 1442, 2442 і 3442 відповідно. Проміжні вагони зареєстровані як серії 443, 1443, 2443 і 9443.
23 вересня 2008 року Talent 2 вперше представлено публіці на виставці InnoTrans у Берліні. 
Його збудували на заводі Bombardier в Геннігсдорфі, куди доставлено корпуси, виготовлені на заводі Чеська Липа
 
у Чехії. 

У середині 2017 року виробник оголосив, що більше не прийматиме замовлення на Talent 2, оскільки наступна модель Talent 3, заснована на Talent 2, вже представлена у 2016 році.

## Концепція
Talent 2 — магістральний залізничний транспортний засіб стандартної колії відповідно до стандартів UIC зі сталевою конструкцією. 
Він пропонувався як зчленований потяг із двох-шести вагонів. 
Однак потяг із шести вагонів не замовила жодна компанія до кінця виробництва і тому не побудовані. З'єднання сконструйовані як перехід каретки над візками Якобса. 
Можна з’єднати максимум чотири одиниці, навіть різної довжини. 
Однак загальна довжина обмежена 315 метрами.
Talent 2 призначений для різноманітного застосування, від S-Bahn до обслуговування регіональних маршрутів по всій країні. 
Транспортний засіб має модульну конструкцію і збирається відповідно до індивідуальних вимог і побажань замовника. Зокрема, можна визначити довжину поїзда, висоту входу та розташування транспортного засобу, наприклад сидіння, туалети, інформацію про пасажирів тощо. 
Завдяки модульній структурі можливі також подальші зміни. 

## Використання
| Клас   | Введення в дію        | Кіл-ть вагонів | Кіл-ть потягів | Оператор                                                                    | Фото |
| ------ | --------------------- | -------------- | -------------- | --------------------------------------------------------------------------- | ---- |
| 442.2  | листопад 2011         | 4              | 42             | Deutsche Bahn Nuremberg S-Bahn                                              |      |
| 442.0  | грудень 2011          | 2              | 5              | Deutsche Bahn Mosel                                                         |      |
| 442.2  | грудень 2011          | 4              | 8              | Deutsche Bahn Mosel                                                         |      |
| 442.1  | травень 2012          | 3              | 26             | Deutsche Bahn Verkehrsverbund Berlin-Brandenburg                            |      |
| 442.3  | травень 2012          | 5              | 22             | Deutsche Bahn Verkehrsverbund Berlin-Brandenburg                            |      |
| 442.1  | червень 2012          | 3              | 3              | Deutsche Bahn Rhein-Sieg-Express                                            |      |
| 442.2  | червень 2012          | 4              | 10             | Deutsche Bahn Rhein-Sieg-Express                                            |      |
| 442.3  | червень 2012          | 5              | 2              | Deutsche Bahn Rhein-Sieg-Express                                            |      |
| 442.1  | вересень 2012         | 3              | 5              | Deutsche Bahn Franken-Thüringen-Express                                     |      |
| 442.2  | вересень 2012         | 4              | 9              | Deutsche Bahn Franken-Thüringen-Express                                     |      |
| 442.3  | вересень 2012         | 5              | 8              | Deutsche Bahn Franken-Thüringen-Express                                     |      |
| 442.1  | вересень 2012         | 3              | 4              | Deutsche Bahn Dresden-Leipzig                                               |      |
| 442.3  | вересень 2012         | 5              | 4              | Deutsche Bahn Dresden-Leipzig                                               |      |
| 442.0  | грудень 2012          | 2              | 3              | Deutsche Bahn Dresden-Leipzig                                               |      |
| 442.2  | грудень 2012          | 4              | 3              | Deutsche Bahn Dresden-Leipzig                                               |      |
| 442.1  | березень 2013         | 3              | 6              | Deutsche Bahn Mittelhessen-Express                                          |      |
| 442.2  | березень 2013         | 4              | 16             | Deutsche Bahn Mittelhessen-Express                                          |      |
| 442.1  | липень 2013           | 3              | 8              | Deutsche Bahn Elbe-Elster                                                   |      |
| 442.0  | серпень 2013          | 2              | 3              | Deutsche Bahn Верденфельсбан                                                |      |
| 2442.2 | серпень 2013          | 4              | 34             | Deutsche Bahn Верденфельсбан                                                |      |
| 1442.1 | серпень 2013          | 3              | 36             | Deutsche Bahn S-Bahn Mitteldeutschland                                      |      |
| 1442.2 | серпень 2013          | 4              | 15             | Deutsche Bahn S-Bahn Mitteldeutschland                                      |      |
| 1442.1 | вересень 2013         | 3              | 2              | Südwestdeutsche Verkehrs-Aktiengesellschaft (SWEG)                          |      |
| 442.3  | жовтень 2013          | 5              | 23             | Deutsche Bahn Rostock S-Bahn                                                |      |
| 1442.1 | грудень 2015          | 3              | 19             | Deutsche Bahn S-Bahn Mitteldeutschland                                      |      |
| 1442.3 | грудень 2015          | 5              | 10             | Deutsche Bahn S-Bahn Mitteldeutschland                                      |      |
| 9442.1 | грудень 2015          | 3              | 20             | Abellio Deutschland Mitteldeutschland                                       |      |
| 9442.3 | грудень 2015          | 5              | 15             | Abellio Deutschland Mitteldeutschland                                       |      |
| 9442.1 | грудень 2015          | 3              | 35             | National Express                                                            |      |
| 9442.3 | грудень 2015          | 5              | 5              | National Express                                                            |      |
| 3442.2 | December 2017         | 4              | 16             | Deutsche Bahn Netz Gäu-Murr                                                 |      |
| 8442.1 | June 2019 - June 2020 | 3              | 24             | колишній Abellio Deutschland Баден-Вюртембергу, тепер SWEG Баден-Вюртемберг |      |
| 8442.3 | June 2019 - June 2020 | 5              | 19             | колишній Abellio Deutschland Баден-Вюртембергу, тепер SWEG Баден-Вюртемберг |      |